# John Du Cann
John Du Cann, właśc. John William Cann (ur. 2 czerwca 1946, zm. 21 września 2011) – brytyjski gitarzysta i wokalista, najbardziej kojarzony z zespołem Atomic Rooster, w którym występował na początku lat 70.
Pierwsze zespoły w których występował, to m.in. The Sonics (nie mylić z 1960 amerykańskim zespołem o tej samej nazwie) i londyński The Attack, który wydał płytę Hi Ho Silver Lining kilka dni przed tak samo zatytułowanym singlem Jeffa Becka. Następnie znalazł się w grupie Andromeda, grającej na pograniczu rocka psychodelicznego, rocka progresywnego i hard rocka. Niedługo po wydaniu z zespołem debiutanckiego albumu Andromeda (1969), został zaproszony przez Vincenta Crane'a do Atomic Rooster. Du Cann brał udział w nagrywaniu drugiego i trzeciego albumu grupy, czyli ,Death Walks Behind You (1970) i In Hearing of Atomic Rooster (1971). To w tamtym czasie zespół stworzył swoje największe przeboje: "Tomorrow Night" (11. miejsce na UK Singles Chart) i "The Devil's Answer" (4. miejsce na tej samej liście). Muzyk odszedł z zespołu z powodu różnic artystycznych, ale wrócił na początku lat 80., by nagrać z grupą jeszcze jeden album, Atomic Rooster (1980).
Po odejściu z Atomic Rooster w 1971 poprowadził zespół o nazwie Deamon, zmieniający później nazwy na  Bullet i ostatecznie na Hard Stuff. Pod tym ostatnim szyldem ukazały się dwa albumy: "Bulletproof" (1972) i "Bolex Dementia" (1973), na których Du Cann stawiał przede wszystkim na agresywne partie gitary. W 1974 roku był tymczasowym gitarzystą Thin Lizzy na tournée w Niemczech. Z czasem jego menedżer zaproponował stworzenie pseudonimu artystycznego John Du Cann. W związku z tym w 1977 roku doszło do współpracy Johna Du Cann z Francisem Rossi z brytyjskiego zespołu rockowego Quo. Rossi został zaproszony do produkcji pierwszego (i zarazem ostatniego) solowego albumu Johna pt. The World's Not Big Enough, który pozostał niewydany do 1992 roku. Muzycy grający na tym krążku to Francis Rossi na gitarze, Andy Bown na klawiszach, przyszły perkusista Quo Pete Kircher i basista John McCoy. Według czasopisma  Record Collector „płyta brzmi jak Quo zmieszane z Sex Pistols”.
John Du Cann zmarł 21 września 2011 roku na zawał serca.